# Waiting for My Rocket to Come
Waiting for My Rocket to Come er den amerikanske singer-songwriter Jason Mraz' debutalbum. Albummet blev udgivet i 2002. Alle sangene er helt eller delvist skrevet af Jason Mraz.

## Spor
1. "You and I Both" – 3:39
2. "I'll Do Anything" – 3:11
3. "The Remedy (I Won't Worry)" – 4:16
4. "Who Needs Shelter" – 3:12
5. "Curbside Prophet" – 3:34
6. "Sleep All Day" – 4:56
7. "Too Much Food" – 3:41
8. "Absolutely Zero" – 5:39
9. "On Love, In Sadness" – 3:28
10. "No Stopping Us" – 3:18
11. "The Boy's Gone" – 4:15
12. "Tonight, Not Again" – 4:49